# Polder
Ne doit pas être confondu avec Terre-plein (géographie).

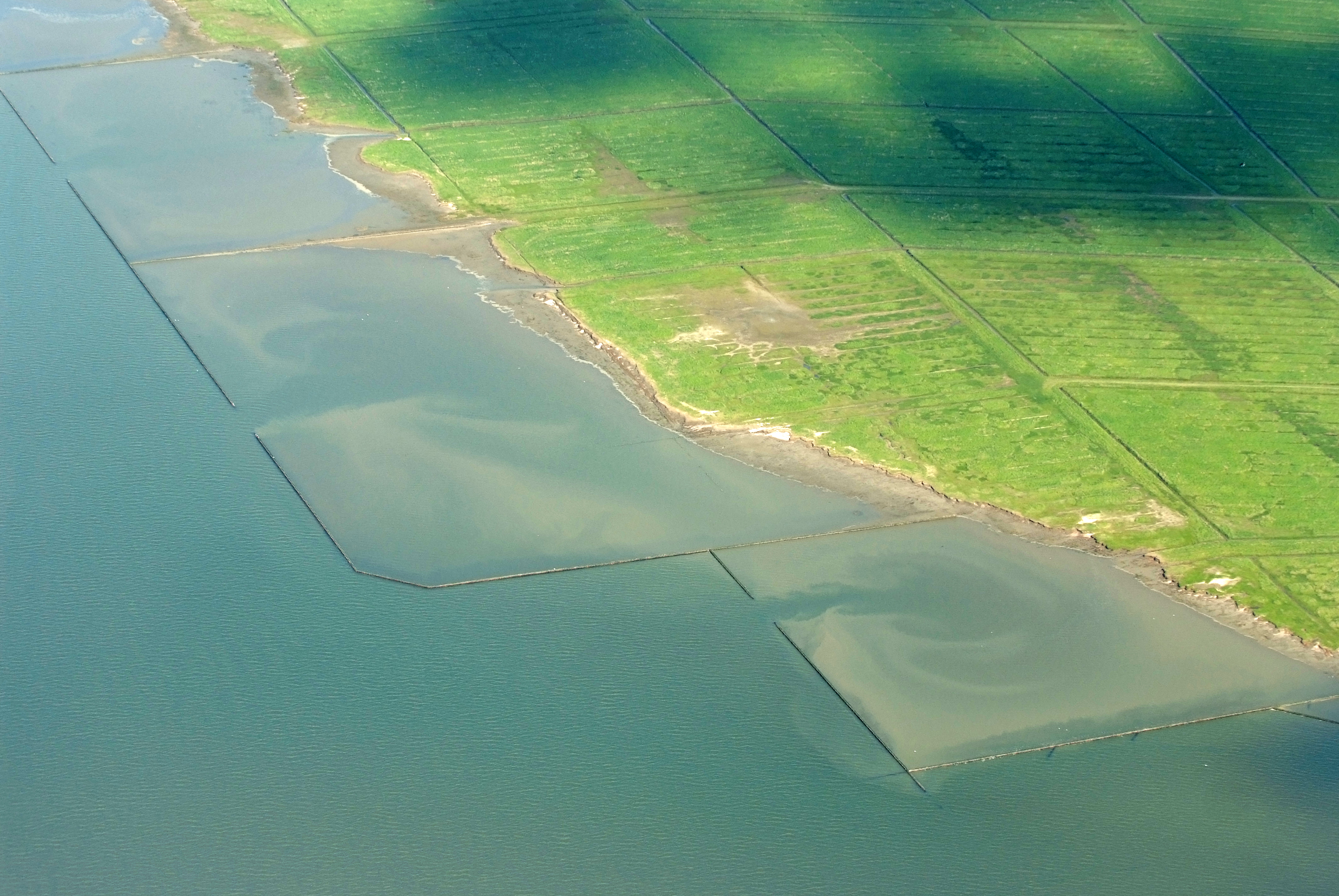
Polder près de Neßmersiel en Allemagne.

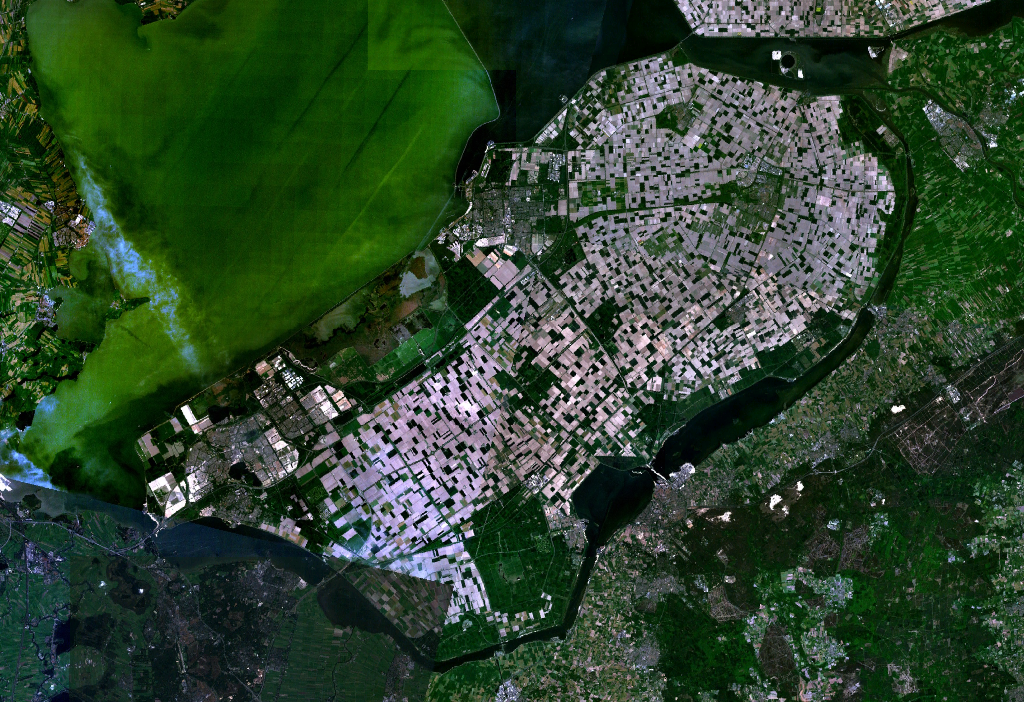
Image satellite du Flevoland aux Pays-Bas.

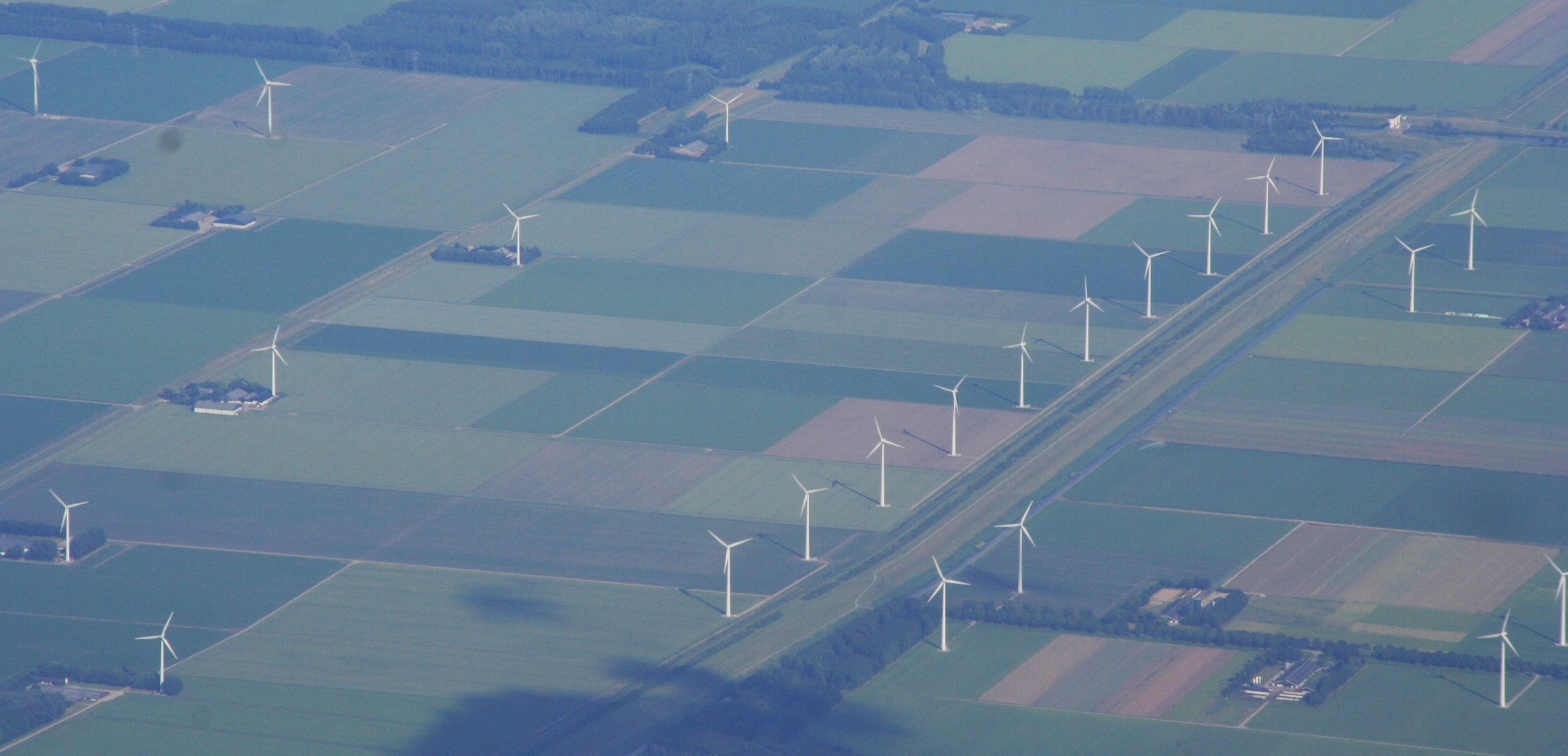
Image aérienne du Flevoland aux Pays-Bas.

Un polder (ou prise ou poldre,) est une étendue artificielle de terre gagnée sur l'eau, le plus souvent dont le niveau est inférieur à celui de la mer, à partir de marais, estuaires, lacs ou des zones littorales.
La surface à aménager est d'abord entourée de digues. L'eau emprisonnée dans ce périmètre est alors captée par un ensemble de pompes actionnées autrefois par des moulins à vent et, aujourd'hui, par des pompes électriques. Le drainage du terrain est facilité par un réseau d'étiers et de bassins. Même après l'assèchement du polder, les pompes continuent à éliminer l'eau qui pourrait s'infiltrer en excès dans ce dernier.
Les Pays-Bas et la Belgique sont des pays souvent associés aux polders, puisqu'une partie de leur surface a été gagnée sur la mer au cours des siècles. De telles zones existent aussi dans le Nord de la France dans la région des watergangs (Watergangen) ou Watringues (Wateringen), près de Dunkerque, et dans la région de Kamouraska, au Québec, où des centaines de milliers d'habitants vivent sous le niveau de la mer, exposés donc à un risque d'immersion. 
Il existe aussi des polders fluviaux, des étendues naturelles dans la zone d'inondation d'un fleuve, aménagées en polder par un système de drainage. L'objectif d'un polder était économique, territorial, démographique voire défensif. 

## Origines du mot
Emprunté du néerlandais polre, puis polder , ce mot désigne littéralement une « terre endiguée ». Il apparaît dans les toponymes Poldreham (Powderham, Devon, 1086), Sudhpolra (Nieuport (Belgique), 1138 – 1153) et Kercpolre (province de Zélande, 1177-87), et aussi dans une charte d'Egmond entre 1130 et 1163.

## Histoire
Avant que les polders soient directement gagnés sur une étendue d'eau, l'aventure commença dans les marais : à l'origine et durant la période de basses eaux, ces derniers étaient simplement drainés par des rivières pour les besoins de l'agriculture et la construction (tourbe). Les marais étaient ensuite abandonnés en période de crue. L'affaissement du sol à cause des activités humaines rendant les inondations plus fréquentes, on a commencé par construire des digues de protection isolant le marais de la rivière. Des bassins de drainage furent ajoutés pour, en période de crue, contenir les eaux de pluie et d'infiltration. En période de basses eaux, les bassins se vidaient alors simplement dans la rivière. Le sol continuant à s'affaisser, cette solution était cependant insuffisante. 
Les premiers moulins à vent permirent d'obtenir un niveau d'eau plus important dans les bassins de rétention que dans le polder. Le niveau des basses eaux n'étant plus suffisamment bas pour vider les bassins, ceux-ci sont devenus de simples canaux de drainage au moyen de moulins supplémentaires fonctionnant toute l'année.
Dans certaines régions du monde, l'entretien de zones poldérisées face à la montée des océans, aux risques d'introduction de biseau salé dans la nappe et d'érosion côtière menaçant certaines digues ou cordons dunaires protecteurs, peut devenir très coûteux sur le moyen ou long terme, et il est parfois préféré de rendre à la mer des zones autrefois conquises sur elle (action dite de « dépoldérisation ». Localement entamée en Europe occidentale,, et de plus en plus considérée comme l'une des « composantes d'une gestion intégrée des espaces littoraux », mais qui nécessite un important travail psychosocial et socioéconomique, car le retour de la mer ou de marais a des implications sociales importantes,,,).

## Les Pays-Bas et les polders

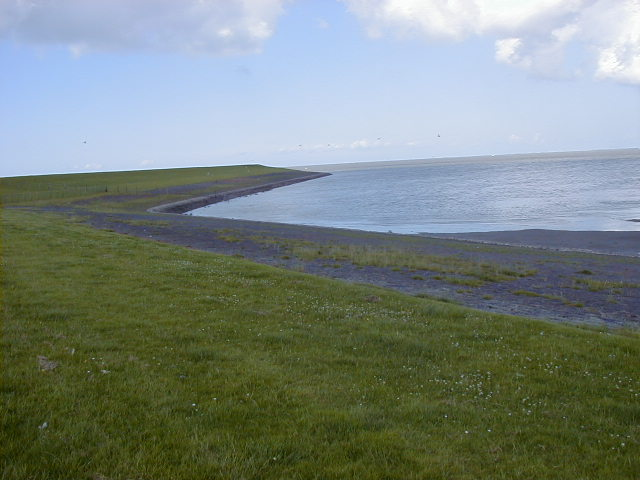
Digue près de Delfzijl (Pays-Bas). Sur ces digues, fragiles, composées de sable, les prés sont souvent entretenus à l'aide de moutons.

La superficie totale des Pays-Bas est de 41 526 km2, dont quelque 7 150 km2 de polders soit 17 % du territoire. Au total (y compris la surface des lacs et cours d'eau), un quart du territoire néerlandais européen se situe sous le niveau de la mer et atteint même 6,76 mètres en négatif, un record en Europe.
L'assèchement progressif était souvent effectué par des pompes actionnées par des moulins à vent, puis la plantation de roseaux ou autres plantes halophiles (c'est-à-dire « aimant le sel », comme la salicorne) permettait d'achever l'assèchement et la désalinisation.
Le premier polder de ce type fut aménagé par Jan A. Leeghwater (1575-1650) à Beemster en Hollande-Septentrionale en 1612.
Parmi les polders des Pays-Bas figurent par exemple Nieuwenhoorn et Watergraafsmeer.
La technologie de construction sur mer développée par les Néerlandais est à la pointe mondiale. Ainsi, c'est un sous-traitant néerlandais qui réalisa les Palm Islands à Dubaï dans le golfe Persique.

## En Europe de l'Ouest
Dans les bas-champs de l'arrière littoral, sur le littoral parfois ou autour des estuaires de l'Ouest de l'Europe, environ 15 000 km2 de bas-champs et marais résultent d'un processus de poldérisation entamé au XIe siècle. Après 1000 ans environ de poldérisation, ce mouvement s'est arrêté à la fin du XXe siècle alors que la montée du niveau marin semble devoir mettre en péril de nombreuses zones de polders, particulièrement vulnérables au phénomène de submersion marine en cas de surcote ou de rupture de digue.
Les polders les plus importants, et très habités, sont situés aux Pays-Bas et en Allemagne (environ 6 000 km2 dans chacun de ces pays), devant la France (1 400 km2) et le Royaume-Uni (près de 1 000 km2) ; Des polders plus limités et épars existent ailleurs sur le littoral atlantique essentiellement.

## En France

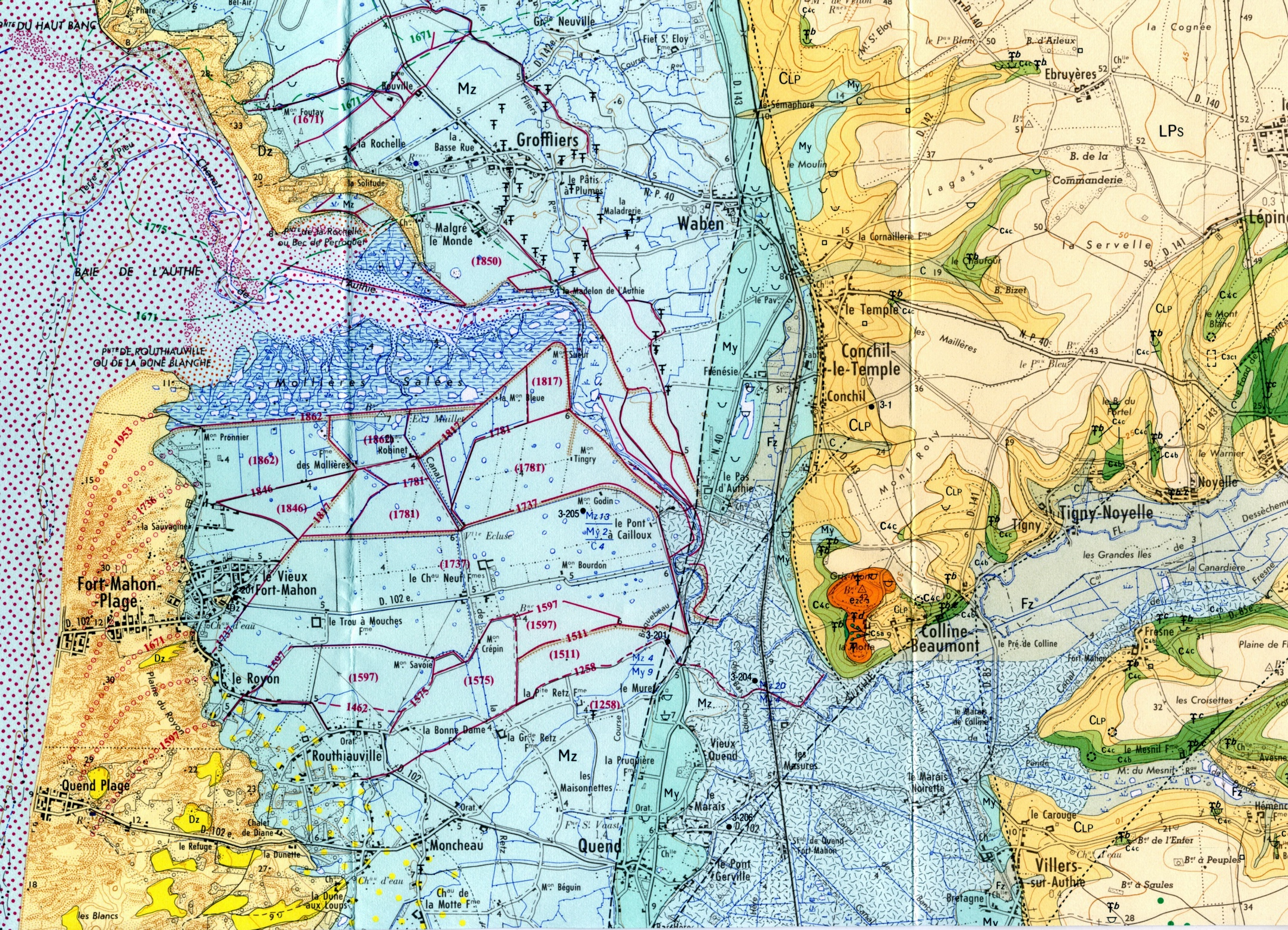
Carte du BRGM montrant les digues successives à partir de 1258 et le comblement progressif de la baie d'Authie.

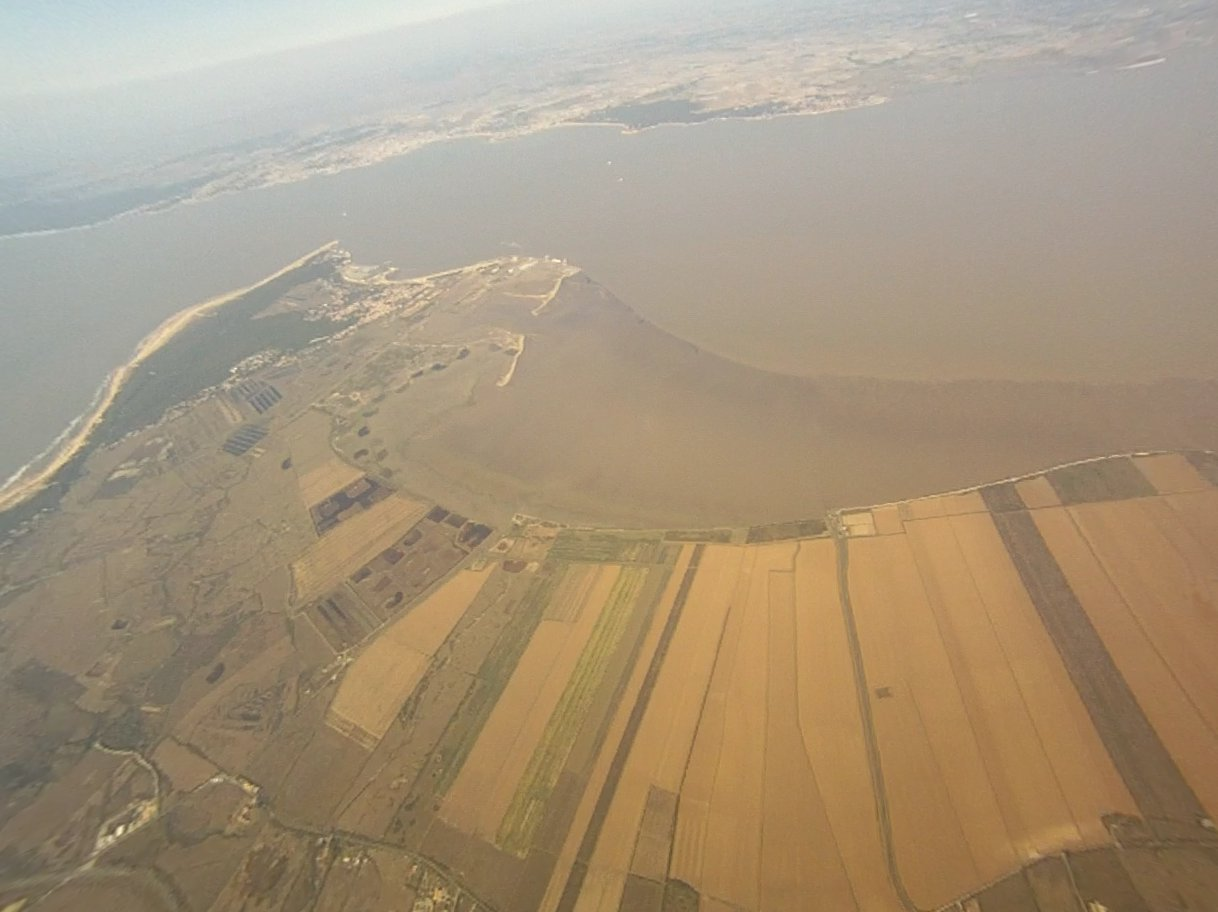
Vue aérienne des polders de l'estuaire de la Gironde.

Le polder le plus bas du territoire français (−4 m) est situé sur une commune de l'arrondissement de Dunkerque nommée Les Moëres (du néerlandais moeren qui signifie tourbières). Il est donc moins bas que le point le plus bas du territoire français, l'étang de Lavalduc (Bouches-du-Rhône) à environ -10m. Bien que proche de la mer, ce dernier est, avec quelques autres étangs environnants, formé de façon naturelle.
Des espaces importants ont été conquis le long de la côte picarde, par exemple dans la baie d'Authie qui représente plus de 111 ha.
En Picardie, les polders sont appelés renclôtures. 
Les autres sites de polders en France se situent le long de la côte Atlantique, avec les nombreux polders de l'île de Ré, Oléron, Noirmoutier, le marais poitevin et à la pointe sud-ouest de l'embouchure de l'estuaire de la Gironde; sans oublier ceux de la baie du Mont-Saint-Michel.

## Au Japon
Les terre-pleins littoraux du Japon, appelés umetate-chi, souvent affectés à des utilisations portuaires ou industrielles et que l'on trouve par exemple dans les baies de Tōkyō et d'Ōsaka au cœur de la mégalopole japonaise, ne peuvent pas être appelés polders, ceci pour deux raisons : d'une part ils sont situés au-dessus de la surface de la mer, et d'autre part ne sont pas le résultat d'assèchements mais au contraire de remblaiement avec des matériaux issus soit du dragage de fond des baies (creusement de chenaux de navigation pour navires à fort tirant d'eau) ou de la démolition de collines de l'arrière pays (île de Rokkō à Kobe).

## Environnement
Les polders peuvent avoir outre des coûts financiers élevés, un coût écologique. Ils modifient en effet considérablement l'environnement naturel. 
Ce coût est néanmoins parfois atténué par la présence de zones humides écologiquement intéressantes, et autrefois les réseaux de drainage de polders abritaient une riche faune de poissons (anguilles notamment) et d'amphibiens. En Europe de l'Ouest, les digues de polders offraient des habitats naturels de substitution et sont parfois encore des habitats et petits corridors utilisées par de petits mammifères et des micromammifères autochtones rongeurs et insectivores pour se déplacer dans cet environnement souvent cultivé et eutrophe, mais dont les vocations ont localement parfois évolué vers le tourisme et l'habitat. 
Les canaux et fossés de drainage des peupleraies et zone de cultures des polders ont aussi beaucoup favorisé certaines espèces invasives (notamment rat musqué et ragondin, originaires d'Amérique). Autour de la Baie du Mont Saint-Michel, les zones poldérisées ont acquis une diversité de peuplement de petits mammifères équivalente à celle du bocage qui les jouxte, avec toutefois une diminution de la diversité au fur et à mesure que l'on s’éloigne du bocage. Cela peut évoquer un schéma de type « source-puits » au profit de quelques espèces plus tolérantes aux effets de la fragmentation écopaysagère (ex : mulot sylvestre, musaraigne couronnée) et au détriment d'espèces plus dépendantes des continuums écologiques, si le polder est utilisé pour la culture intensive (ex : Campagnol roussâtre, campagnol agreste). Une agriculture plus intensive, source de ruissellement d'engrais et de pesticide a pu ensuite dégrader ces milieux.
Dans certaines régions face à la montée du niveau de la mer, une stratégie de retrait s'organise, avec alors une dépoldérisation.

## Expériences locales de dépoldérisation
Une légère tendance à la « dépoldérisation » est apparue à partir du début des années 1990, qui ne concerne cependant qu'1% environ des polders en Europe. Elle semble liée à une tendance au recul de l'entretien par les agriculteurs, et d'autre part au vieillissement des installations de drainage de nombreux petits marais, digues et réseaux de canaux et fossés créés aux XIXe et XXe siècles (depuis les années 1950 en Bretagne, ou depuis les années 1960 sur la Ria Formosa, polders du sud-Portugal, jusqu'alors intensivement cultivés, phénomène exacerbé par la Politique Agricole Commune). Il a aussi été question de restauration d'habitats intertidaux pour les oiseaux littoraux et de restauration de dynamique estuarienne ou encore de gestion intégrée des zones côtières protéger les dernières vasières et prés-salés contre de nouvelles enclôtures et drainages. Enfin, le recul stratégique (« setback » pour les anglophones ou « Rückverlegung » en allemand) peut aussi être une solution jugée moins coûteuse face à la hausse du niveau marin et au risque de surcote, quand les polders ne sont pas densément habités ou inhabités. C'est sur le littoral du Royaume-Uni que le retour à la mer a été depuis 1980 le plus fréquent (autant dans ce pays que dans tout le reste de l'Europe) ; la destruction totale des digues reste rarissime et expérimentale, et ne concerne que de très petits polders inhabités avec par exemple l’aber de Crozon (au fond de la baie de Douarnenez en France) et la digue d'un petit polder à Brancaster en Angleterre. Parfois il s'agit d'une mesure compensatoire, suite des constructions portuaires ou affectant la biodiversité et les paysages littoraux. Ailleurs, où les polders sont souvent habités, voire très habités (Flandre maritime, Pays-Bas), on opte plutôt pour une solution réversible (entrée d'eau marine régulée par clapets ou écluses à marée) ou plus souvent pour un renforcement des digues et parfois la création de grandes portes d'eau (aux Pays-Bas, sur la Tamise). Selon une recension, non exhaustive, des polders rendus à la mer en France, aux Pays-Bas, en Allemagne et en Grande-Bretagne publiée en 2007 , la dépoldérisation concernait environ une centaine d’hectares pour ces pays qui abritent le plus de polders. Selon cet auteur la dépoldérisation serait une pratique sans fondement historique, et « une adaptation à l’évolution de la société et une forme plus rationnelle de gestion du territoire ». Elle est vue par certains comme source de "paradoxe" avec par exemple l'achat de terres par le Conservatoire du Littoral pour un jour plus ou moins les « rendre à la mer ». Ce "paradoxe" n'est pourtant qu'apparent puisque l'objet statutaire du Conservatoire du Littoral est la protection de la nature et non la protection de l'artificialisation. Il est donc tout à fait légitime, au vu des raisons pour lesquelles le Législateur a créé cet établissement public de l'État, qu'il cherche à restituer à la nature - cela incluant le milieu marin - ses espaces.